# Локомотив (футбольний клуб, Джалал-Абад)
«Локомотив» (кирг. Локомотив) — киргизський футбольний клуб, який представляє Джалал-Абад.

## Хронологія назв
- 1969: ФК «Будівельник» (Джалал-Абад)
- 1990: ФК «Хімік» (Джалал-Абад)
- 1992: ФК «Кокарт» (Джалал-Абад)
- 1996: ФК «Джалал-Абад»
- 1997: ФК «Динамо» (Джалал-Абад)
- 1998: ФК «Джалал-Абад»
- 1999: ФК «Динамо» (Джалал-Абад)
- 2000: ФК «Динамо-КПК» (Джалал-Абад)
- 2002: ФК «Джалал-Абад»
- 2003: ФК «Дома-Ата» (Джалал-Абад)
- 2007: ФК «Локомотив» (Джалал-Абад)

## Історія
Команда була створена в 1969 році в Джалал-Абаді під назвою ФК «Будівельник» (Джалал-Абад), під цією клуб виступав до 1990 року. В 1969 році клуб дебютував у Класі Б середньоазійської зони чемпіонату СРСР. У 1970 році після реорганізації футбольних ліг в СРСР потрапив до ничого дивізіону та посів у ньому 12-те місце, яке не дозволило клубу отримати професійний статус. Далі клуб продовував свої виступи на аматорському рівні. В 1990 році команда змінила свою назву на ФК «Хімік» (Джалал-Абад).
В 1992 році дебютував у Вищій лізі під назвою ФК «Кокарт» (Джалал-Абад). Також команда належить до числа 12 клубів-засновників незалежного чемпіонату Киргизстану. Пізніше клуб виступав під назвами: ФК «Джалал-Абад», ФК «Динамо» (Джалал-Абад), ФК «Динамо-КПК» (Джалал-Абад) та ФК «Дома-Ата» (Джалал-Абад). У 2003 році по завершенню 3-го туру клуб припинив свої виступи у чемпіонаті та знявся зі змагань.
В 2007 році клуб було відновлено під назвою ФК «Локомотив» (Джалал-Абад). Цього сезону «Локомотив» зайняв четверте місце в чемпіонаті і став фіналістом Кубку Киргизистану. Через фінансові проблеми команда не брала участі у вищій лізі 2008 року. «Локомотив» до останнього шукав способи знайти фінансування на новий сезон, так, керівники клубу і міська влада зверталися з офіційним листом до президента країни Курманбека Бакієва, уродженцю Джалал-Абадської області. Однак, це не допомогло, і місто не змогло виставити свою команду для участі у вищому футбольному дивізіоні країни та обмеилося першою лігою. На початку квітня 2008 року клуб було знову розформовано.

## Досягнення
- Топ-Ліга
  - 4-те місце (1): 2007

- Кубок Киргизстану
  -  Фіналіст (1): 2007

## Відомі гравці
- Ікрамон Абдуллєв
- Нурбек Жолдошов
- Бабур Умарбаєв
- Отабек Кілічев
- Зієдбек Курбанов
- Давран Раджапов
- Жамшитбек Самсаков
- Бобіржан Тадибаєв
- Сайдулло Туракулов
- Ісраїл Турсунов
- Бахтияр Убайдуллаєв
- Шен Юнь Фень
- Кодиржон Юсупов